# Bicknell (Utah)
Bicknell – miasto w Stanach Zjednoczonych, w stanie Utah, w hrabstwie Wayne.